# Juridisk attaché
|  | Sammenskrivningsforslag Artiklen Juridisk attaché er foreslået føjet ind i Attaché. (Siden oktober 2016) Diskutér forslaget |

En juridisk attaché er en juridisk uddannet person, som gør tjeneste på en ambassade eller repræsentation i udlandet. Dette er den højeste titel indenfor det udenrigs-juridiske system.